# 岩崎良三
岩崎 良三（いわさき りょうぞう、1908年2月16日 - 1976年3月4日）は、日本の英文学・西洋古典学研究者、慶應義塾大学名誉教授。東京生まれ。慶應義塾大学文学部卒。慶大教授、1974年定年、名誉教授。戸板女子短期大学教授。妻・さくら子は太田秀穂の次女。

## 著書
- 『現代アメリカ英語の研究』小学館 1947
- 『ラテン作家論』玄同社 1947
- 『現代アメリカ英語の用法』国際出版社 1948
- 『理性とロマン主義』慶応出版社 1948

### 翻訳
- ディ・エチ・ロオランス『文学とモラル』金星堂、1933
- Ralph Hale Mottram『スペイン農園』今日の問題社,1941
- アンドレ・モロア『ディケンズの芸術』今日の問題社,1941
- ペトローニウス『トリマルキオーの饗宴』青木書店,1941
- ヂェイ・ワイト・ダッフ『ローマ文学史』訳補.青木書店,1942
- 『老年に就いて キケロー選集』小学館 1943
- キケロー『カティリーナ弾劾』玄同社,1947
- ペトローニウス『サテュリコン 全訳』創元社,1952
- R.C.ジェッブ『ギリシヤ文学入門』1953.創元選書
- ジョイス「亡命者」現代世界戯曲選集 第5.白水社,1954
- シンクレア・ルイス『アロウスミスの生涯』現代アメリカ文学全集 第18　荒地出版社,1958
- エズラ・パウンド『ヒュウ・セルウィン・モーバリイ』世界名詩集 第22 平凡社,1968